# 世間のナマ声 飛び込み調査 キキコミ!
『世間のナマ声 飛び込み調査 キキコミ!』（せけんのなまこえ とびこみちょうさ ききこみ）は、2018年と2019年に毎日放送が制作・TBS系列にて放送されたバラエティ番組である。

## 概要
内村光良が所長を務める「内村調査事務所」が、インターネットで調べても出てこない情報を街でキキコミ調査する。
第1弾は2018年9月22日、第2弾は2019年2月2日に放送された。

## 出演
- 内村光良（所長）
- 大橋未歩（秘書）

## 放送リスト
| 回 | 放送日        | 曜日   | 時間          | 調査員（スタジオゲスト）               | VTR出演                                                                        | 備考 |
| -- | ------------- | ------ | ------------- | -------------------------------------- | ------------------------------------------------------------------------------ | ---- |
| 1  | 2018年9月22日 | 土曜日 | 14:00 - 15:24 | 柴田理恵、山崎弘也、カズレーザー       | バービー、ナダル、小峠英二                                                     |      |
| 2  | 2019年2月2日  | 土曜日 | 14:00 - 15:24 | 小峠英二、佐藤栞里、土田晃之、三田寛子 | アルコ&ピース、尼神インター、かまいたち、吉川正洋、カミナリ、U字工事、辰巳琢郎 |      |

## スタッフ
- ナレーター：服部潤
- 構成：中野俊成、江藤美明、寺田智和（寺田→第2回）
- TP：深谷高史
- SW：小川利行
- C/CAM：新美高志
- VE：山下将平
- MIX：片山勇
- LD：遠藤和俊
- 音響効果：藤代広太（第2回）
- 編集：中山朝生（第2回）、高橋勇志
- MA：轉石裕治（第2回）
- 美術プロデューサー・美術制作：桂誉和
- 美術デザイナー：谷佳奈恵
- 装置：岡野浩典
- 装置操作：中島和範
- 電飾：住義仁
- 植木装飾：猿山利昭
- 装飾：中島蒼
- アクリル装飾：森美男
- メイク：大の木ひで、久米千秋（久米→第2回）
- 技術協力：ニユーテレス、ティ・エル・シー、Day book（以上、第1回-）、SWISH JAPAN（SWISH→第2回）
- 美術協力：アックス
- 編成：合田忠弘（毎日放送）
- 宣伝：鈴木健太（毎日放送）
- 番組アドバイザー：登坂琢磨（毎日放送）
- 番組デスク：渡邊未央（毎日放送）
- TK：滝本優子
- AD：松本凌、島田遼、木本洸(光)寛、舌あずさ、岩間裕貴（木本以降→第1回-、木本→第1回は光寛名義、松本・島田→第2回）
- ディレクター：高市輝久、森本充、宮田智久、水口健司、小西憲太郎、中山暢浩、岩木伸次、林広太郎（森本〜水口・中山〜林→第1回-、高市・小西→第2回）
- チーフディレクター：長井貴仁
- 総合演出：山口伸一郎
- プロデューサー：谷知明
- チーフプロデューサー：深迫康之（毎日放送）
- 製作：MBS、TBS SPARKLE（第2回、第1回はTBS VISION名義）

### 過去のスタッフ
- ボイスオーバー：江原正士（第1回）
- 構成：飯塚大悟、林田晋一（共に第1回）
- 音響効果：本間孝男（第1回）
- 編集：早坂裕（第1回）
- MA：市川徹（第1回）
- メイク：津田梨沙（第1回）
- AD：谷口圭、泉亮輔、野中聡介（共に第1回）
- ディレクター：流郷敏隆、持山勇太、野田裕司、西村勇哉、丸谷水希、寺尾幸星（共に第1回）
- プロデューサー：鈴木貴晴（第1回）